# Iochroma cardenasianum
Iochroma cardenasianum är en potatisväxtart som beskrevs av A.T. Hunziker. Iochroma cardenasianum ingår i släktet Iochroma och familjen potatisväxter. Inga underarter finns listade i Catalogue of Life.